# Presence (gruppo musicale)
I Presence sono un gruppo musicale neoprogressive / progressive metal italiano nato a Napoli nel 1989. La band è conosciuta, assieme a figure come Devil Doll, Il segno del comando, Antonius Rex e Malombra, per le tonalità tetre tipiche del "dark progressive" italiano.

## Storia

### Origini e contesto
Sul finire degli anni'80 iniziava a muovere i primi passi una band hard rock chiamata Hell's Rider. Con l'ingresso di Sophya Baccini la band cambiò nome prima in Hell's Rage. Dopo un cambio di direzione stilistica in direzioni più legate al rock elettronico, la band cambiò nuovamente nome in Orphic producendo una demo omonima. Dopo una serie di cambi di formazione, la band rimase composta da Sofia Baccini alla voce, Sergio Casamassima al basso e chitarra ed Enrico Iglio alle tastiere. Fu questa la band che presto cambiò nome in Presence.

### 1989-1992: Nascita ed autoproduzioni dei Presence
Fu però solo con l'autoproduzione su marchio Hellish Music del primo EP intitolato The Shadowing che la band assunse il nome di Presence. Pur adottando un formato spesso legato alle produzioni dance, il 12" ottenne i primi consensi rendendo subito chiara un'attitudine progressive vicina agli anni '70, ma già diretta verso le sonorità hard & heavy che verranno. Già in questo periodo la band cerca diverse soluzioni per i concerti, ampliando la band con Sergio Quagliarella alla batteria e Emiliano De Luca alla chitarra.
Sempre autoprodotto su Hellish Music è il primo album del 1992 dal titolo Makumba, al quale seguì il videoclip del brano Left Hand Cross. L'album ottenne un discreto consenso, tanto che Federico Guglielmi ne decretò subito il valore inserendo la band allora esordiente nella voce "Neo progressive" dell'Enciclopedia del rock italiano (1993) curata da Cesare Rizzi.
Negli anni futuri la band sarà caratterizzata anche da una ricerca tecnica che passerà per studi e formazione: Sofia Baccini, già figlia di un tenore, lavorerà per perfezionare la sua tecnica vocale integrandola con studi operistici. Enrico Iglio, faceva parte della terza generazione di una famiglia di musicisti, e frequenterà un'Accademia musicale privata perfezionandosi in percussioni e composizione d'orchestra. Sergio Casamassima, anch'egli di terza generazione di una famiglia di musicisti, studierà chitarra classica laureandosi al Guitar Institute of Technology di Los Angeles.

### 1993-2002: I Presence alla Black Widow Records
Fu anche grazie a questo primo album che i Presence suscitarono l'interesse di molte etichette indipendenti italiane, prima di approdare definitivamente alla Black Widow Records, un'etichetta genovese specializzata in prog rock e derivati. I Presence iniziarono così a registrare l'album successivo, supportati in alcuni brani dalla presenza dell'orchestra sinfonica del Teatro di San Carlo di Napoli. Usci quindi nel 1994 il concept-album The Sleeper Awakes che parla di streghe, esorcismi e Santa Inquisizione, spingendo ancor più le sonorità nella direzione hard rock dalle tinte darkwave, spingendosi spesso ai confini del rock sinfonico ed al doom, con testi perlopiù in inglese, ma anche in francese, tedesco e latino.
Nel 1996 i Presence scrissero, suonarono e produssero il loro quarto album, Black Opera, che vedeva la Black Widow anche come produttore esecutivo di quest'opera fortemente marcata dal . L'album, spesso considerato il loro migliore, è composto da un brano musicale di un'ora e mezza il cui apice è una parte di venti minuti dedicata a Giuseppe Verdi, con l'arrangiamento di quattro romanze tratte dalle opere de "Il trovatore", "Rigoletto", "La forza del destino"' e "La traviata" che singolo la band ancor più verso i territori magniloquenti del symphonic prog. L'album riscosse un certo successo di vendite, ricevendo consensi anche in Giappone con una ristampa locale. Il consenso di pubblico ricevuto dall'album apparve chiaro anche dai sondaggi della rivista Flash Europa, i cui lettori votarono i Presence tra le band italiane più gradite, con Sofia Baccini che ottenne un 4º posto nel sondaggio "Best Rock Vocalist".
Sul finire degli anni '90 i Presence partecipano ad alcune compilations, sempre targare Black Widow Records: ...e tu vivrai nel terrore (Black Widow Records, 1999) era sul tema del B-movies horror e vide la band con un brano originale dedicato al film L'esorcista; King of the Witches (Black Widow Tribute) (Black Widow Records, 2000) era un disco tributo alla band britannica Black Widow e vedeva la band impegnata nel rifacimento di "Attack of the Demon"; infine Children of Black Widow (Black Widow Records, 2000), che li vedeva con il brano "Lightning".
Il quarto album uscì nel marzo del 2000 con il titolo Gold (Black Widow Records), ed era un doppio concept ispirato al racconto di fantascienza del 1932 Planet of the Witches di Virginia Stait e questa volta era caratterizzato da sonorità più ispirate al classic metal, senza rinunciare alle vena operistica che ormai caratterizzava la band. L'album fu distribuito nel Regno Unito, Paesi Bassi, Germania e Stati Uniti e stampato anche in Asia. L'album non ottenne però il successo del precedente, generando così una lunga pausa di percorso della band, che porterà, negli anni successivi alla carriera solista di Sofia, che cambierà il nome in Sophya Baccini. Tra le poche produzioni degli anni successivi vi sono la partecipazione alle compilazioni Not of this Earth (Black Widow Records, 2002) e Masters of Black Widow (Black Widow Records, 2002).
Nel 2004 uscì invece la ristampa di The Sleeper Awakes che allegava allo storico album della band anche una serie di registrazioni dal vivo riprese in diversi concerti tra il 1994 ed il 2002, tra cui anche una cover di "Kashmir" dei Led Zeppelin.

### 2007-in poi: Il ritorno dei Presence
Nel 2008 i Presence ritornano, dopo otto anni dal precedente, con un nuovo album intitolato Evil Rose (Black Widow Records) che vedeva il terzetto affiancato da Valerio Silenzi alla batteria. L'album vedeva ridimensionate le sonorità oscure tipiche della band, per privilegiare un suono heavy prog sinfonico, presentando anche le cover di "The Prophet's Song" dei Queen e "Gates of Babylon" dei Ritchie Blackmore's Rainbow.
Bisognerà poi aspettare il 2016 per Masters and Following (Black Widow Records), che comprendeva 2 CD, uno con l'album effettivo e l'altro esibizioni dal vivo e riletture in chiave orchestrale di vecchi brani.

## Formazione
- Sophya Baccini - voce
- Sergio Casamassima- basso, chitarra
- Enrico Iglio - tastiere

## Discografia

### Album
- 1992 - Makumba
- 1994 - The Sleeper Awakes - ristampato nel 2004 con allegato disco dal vivo
- 1996 - Black Opera
- 2000 - Gold
- 2008 - Evil Rose
- 2016 - Masters and Following

### Singoli ed EP
- 1990 - The Shadowing